# 第10回JSLカップ
第10回JSLカップ（だい10かいJSLカップ）は、1985年6月23日から7月7日に行われた日本サッカーリーグ主催の大会である。大会はJSL1部、2部に所属する全24チーム参加によるトーナメント方式で争われた。優勝は読売サッカークラブであった。

## 出場クラブ

### JSL1部
- 読売サッカークラブ
- 日産自動車サッカー部
- ヤマハ発動機サッカー部
- 古河電気工業サッカー部
- 本田技研工業サッカー部
- フジタ工業クラブサッカー部
- 三菱重工業サッカー部
- 日本鋼管サッカー部
- ヤンマーディーゼルサッカー部
- 日立製作所サッカー部
- 住友金属工業蹴球団
- 全日空横浜サッカークラブ

### JSL2部
- 松下電器産業サッカー部
- 東芝サッカー部
- 田辺製薬サッカー部
- マツダスポーツクラブサッカー部
- 富士通サッカー部
- トヨタ自動車サッカー部
- 新日本製鐵サッカー部
- 甲府サッカークラブ
- 西濃運輸サッカー部
- 京都府警察本部サッカー部
- TDKサッカー部
- 大阪ガスサッカー部

## 試合

### 1回戦
- ヤンマー 3-1 甲府クラブ
- 日本鋼管 5-0 京都府警
- 住友金属 1-2 松下電器
- 古河電工 5-1 田辺製薬
- 日立製作所 0-1 東芝
- マツダ 1-1（PK5-6）トヨタ自動車
- 本田技研 6-0 TDK
- フジタ工業 2-0 新日鉄

### 2回戦
- 日産自動車 5-0 ヤンマー
- 日本鋼管 1-2 三菱重工
- 西濃運輸 0-2 松下電器
- 古河電工 4-1 大阪ガス
- 読売クラブ 5-2 東芝
- トヨタ自動車 0-1 ヤマハ発動機
- 富士通 0-3 本田技研
- フジタ工業 1-1（PK5-4）全日空横浜クラブ

### 準々決勝
- 日産自動車 4-0 三菱重工
- 松下電器 0-1 古河電工
- 読売クラブ 3-1 ヤマハ発動機
- 本田技研 1-1（PK5-4）フジタ工業

### 準決勝
- 日産自動車 1-0 古河電工
- 読売クラブ 3-1 本田技研

### 決勝
| 1985年7月7日 14:00 |

| 日産自動車 | 0 - 2 | 読売クラブ                      |
|            |       | 戸塚哲也 43分 · パターソン 85分 |

| 豊橋市民球技場 |